# Björn Kopplin
Björn Kopplin (Berlin, 1989. január 7. –) német korosztályos válogatott labdarúgó, aki jelenleg a Brøndby IF játékosa.

## Statisztika
2018. április 8-i állapot szerint.
| Klub              | Szezon   | Bajnokság | Bajnokság | Kupa     | Kupa  | Nemzetközi | Nemzetközi | Összesen | Összesen |
| Klub              | Szezon   | Mérkőzés  | Gólok     | Mérkőzés | Gólok | Mérkőzés   | Gólok      | Mérkőzés | Gólok    |
| ----------------- | -------- | --------- | --------- | -------- | ----- | ---------- | ---------- | -------- | -------- |
| Bayern München II | 2007-08  | 1         | 0         | —        | —     | —          | —          | 1        | 0        |
| Bayern München II | 2008-09  | 20        | 0         | —        | —     | —          | —          | 20       | 0        |
| Bayern München II | 2009-10  | 34        | 0         | —        | —     | —          | —          | 34       | 0        |
| VfL Bochum        | 2010-11  | 34        | 0         | 0        | 0     | —          | —          | 34       | 0        |
| VfL Bochum        | 2011-12  | 26        | 1         | 3        | 0     | —          | —          | 26       | 1        |
| Union Berlin      | 2012-13  | 11        | 0         | 0        | 0     | —          | —          | 11       | 0        |
| Union Berlin      | 2013-14  | 8         | 0         | 0        | 0     | —          | —          | 8        | 0        |
| Union Berlin      | 2014-15  | 18        | 0         | 0        | 0     | —          | —          | 18       | 0        |
| Preußen Münster   | 2015-16  | 38        | 2         | 0        | 0     | —          | —          | 38       | 2        |
| Hobro IK          | 2016-17  | 14        | 1         | 0        | 0     | —          | —          | 14       | 1        |
| Hobro IK          | 2017-18  | 26        | 3         | 3        | 0     | —          | —          | 29       | 3        |
| Összesen          | Összesen | 230       | 7         | 6        | 0     | 0          | 0          | 236      | 7        |

## Sikerei, díjai

### Klub
- Hobro IK
  - Dán másodosztály: 2016–17

### Válogatott
- Németország U19
  - U19-es labdarúgó-Európa-bajnokság: 2008